# Виноград (Березівський район)
Виноград — село Раухівської селищної громади у Березівському районі Одеської області в Україні. Населення становить 333 осіб.

## Населення
Згідно з переписом 1989 року населення селища становило 416 осіб, з яких 195 чоловіків та 221 жінка.
За переписом населення 2001 року в селищі мешкали 333 особи.

### Мова
Розподіл населення за рідною мовою за даними перепису 2001 року:
| Мова       | Чисельність | Відсоток |
| ---------- | ----------- | -------- |
| українська | 303         | 90,99%   |
| російська  | 21          | 6,31%    |
| румунська  | 7           | 2,10%    |
| білоруська | 1           | 0,30%    |
| інші       | 1           | 0,30%    |
| Усього     | 333         | 100%     |